# Oldendorf (Südheide)

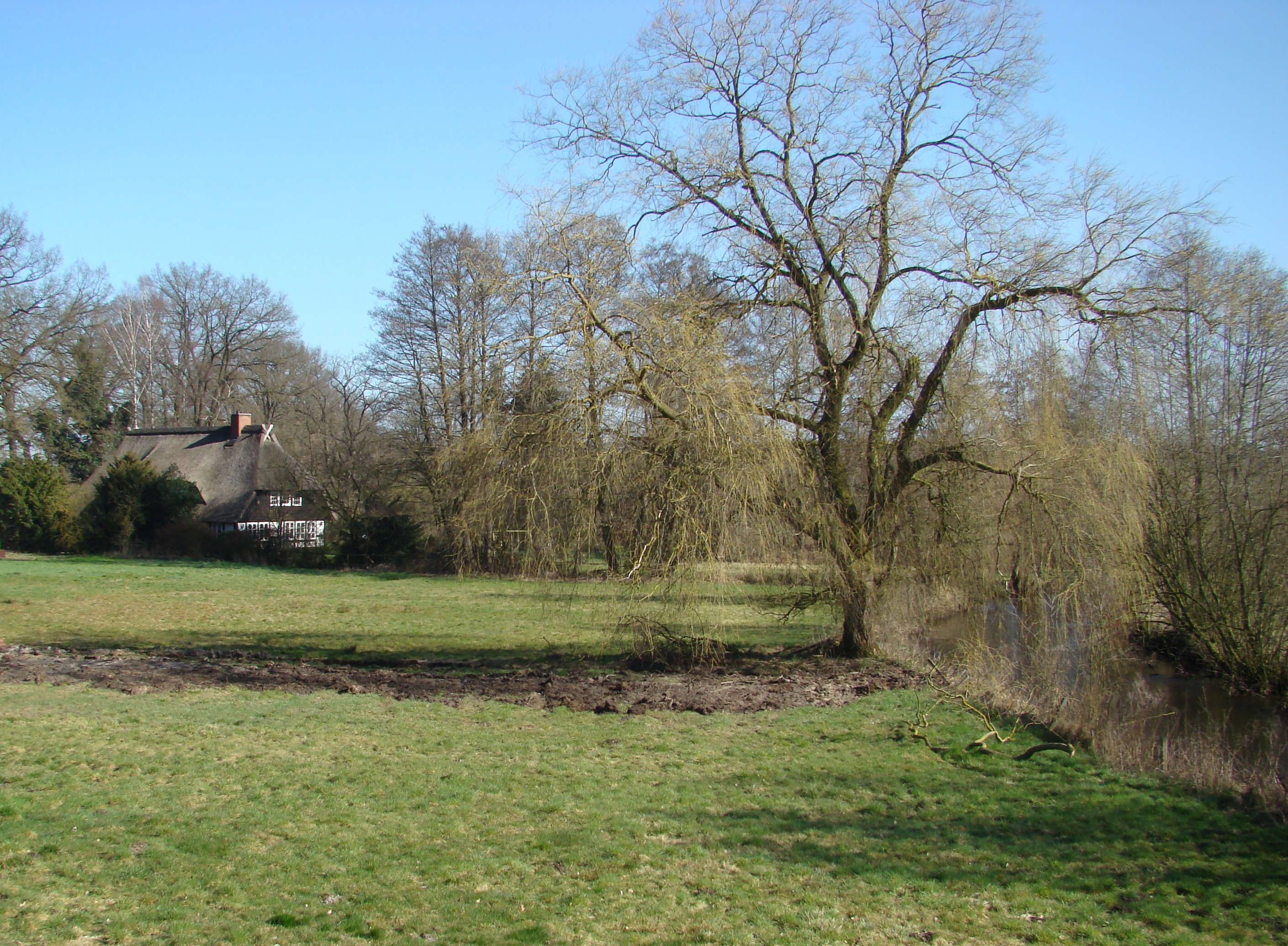
Reetgedecktes Haus an der Örtze in Oldendorf

Oldendorf (Bedeutung des Ortsnamens ist „altes Dorf“) ist eine zur Gemeinde Südheide gehörende Ortschaft im nördlichen Landkreis Celle. Sie liegt am westlichen Rand des Naturparks Südheide, in der Lüneburger Heide, etwa 2 km südlich vom Kernort Hermannsburg entfernt, und hat derzeit etwa 640 Einwohner.

## Geschichte
Aus vorgefundenen, bearbeiteten Feuersteinen kann geschlossen werden, dass die Gegend um Oldendorf schon um die Steinzeit (8000 bis 2000 v. Chr.) besiedelt war. Urkundlich erwähnt wurde Oldendorf erstmals 968 in einer Urkunde des sächsischen Herzogs Hermann Billung. Zu dieser Zeit entstand in Oldendorf eine Schutzburg, welche 959 von den Wenden niedergebrannt und im Jahre 1345 endgültig abgerissen wurde.
Im Jahr 1620 wurde die erste Schule in Oldendorf gegründet.
Am 28. Mai 1785 brach ein großes Feuer aus. Da die Häuser in der Zeit Strohdächer hatten und aus Holz gebaut waren, breitete sich das Feuer sehr schnell aus. Innerhalb von einer halben Stunde fielen dem Brand insgesamt 14 Gebäude zum Opfer.
Am 20. April 1820 brach in Oldendorf der zweite große Brand aus. Neun Gehöfte mit sämtlichen Nebengebäuden brannten ab. Das Ortsbild erhielt dadurch eine wesentliche Veränderung.
Am 1. Januar 1973 wurde Oldendorf im Zuge der niedersächsischen Gebiets- und Verwaltungsreform ein Teil der Einheitsgemeinde Hermannsburg.
Am 10. August 1975 brach zwischen Oldendorf und Eschede der bisher größte Waldbrand in der Bundesrepublik Deutschland aus. Erst eine Woche später, am 17. August 1975 war das Feuer gelöscht.
Durch den Ort fließt in Nord-Süd-Richtung die Örtze. Das alte ursprüngliche Dorf liegt auf der Westseite des Flusses. Hier sollen auch die ersten drei freien Höfe von Oldendorf gewesen sein.
In den 1960er-Jahren wurde ein Kieswerk errichtet. Zunächst wurde der Kies nur aus den ehemaligen Fischteichen am Schlüpker Weg gewonnen. Das Gelände wurde aber immer weiter in Richtung Eschede vergrößert. Bis Herbst 2007 wurde dann in großem Stil Kiesabbau betrieben. An der ersten ausgebeuteten und aufgelassenen Kiesgrube entstand 1986 eine Ferienhaussiedlung mit 32 kleinen Häusern. 400 Häuser waren zunächst in Planung, wurden aber nicht genehmigt. Durch den Kiesabbau sind große Wasserflächen (Baggerseen) entstanden, die schon nach kurzer Zeit ein Rückzugsgebiet für viele, teilweise seltene Vogelarten bieten. Haubentaucher, Blässhühner, Schellenten und Graugänse brüten hier. Heidelerchen, Flussregenpfeifer, Rotdrosseln, Rohrweihen, Rohrammern, Teichrohrsänger, Krickenten, Löffelenten, Spießenten, Pfeifenten und Reiherenten kann man hier beobachten, in seltenen Fällen auch den Fischadler. Uferschwalben haben im Steilufer Brutröhren angelegt.
Heute ist Oldendorf zum einen durch die Landwirtschaft, zum anderen durch touristische Angebote geprägt.

Sehenswürdigkeiten in Oldendorf
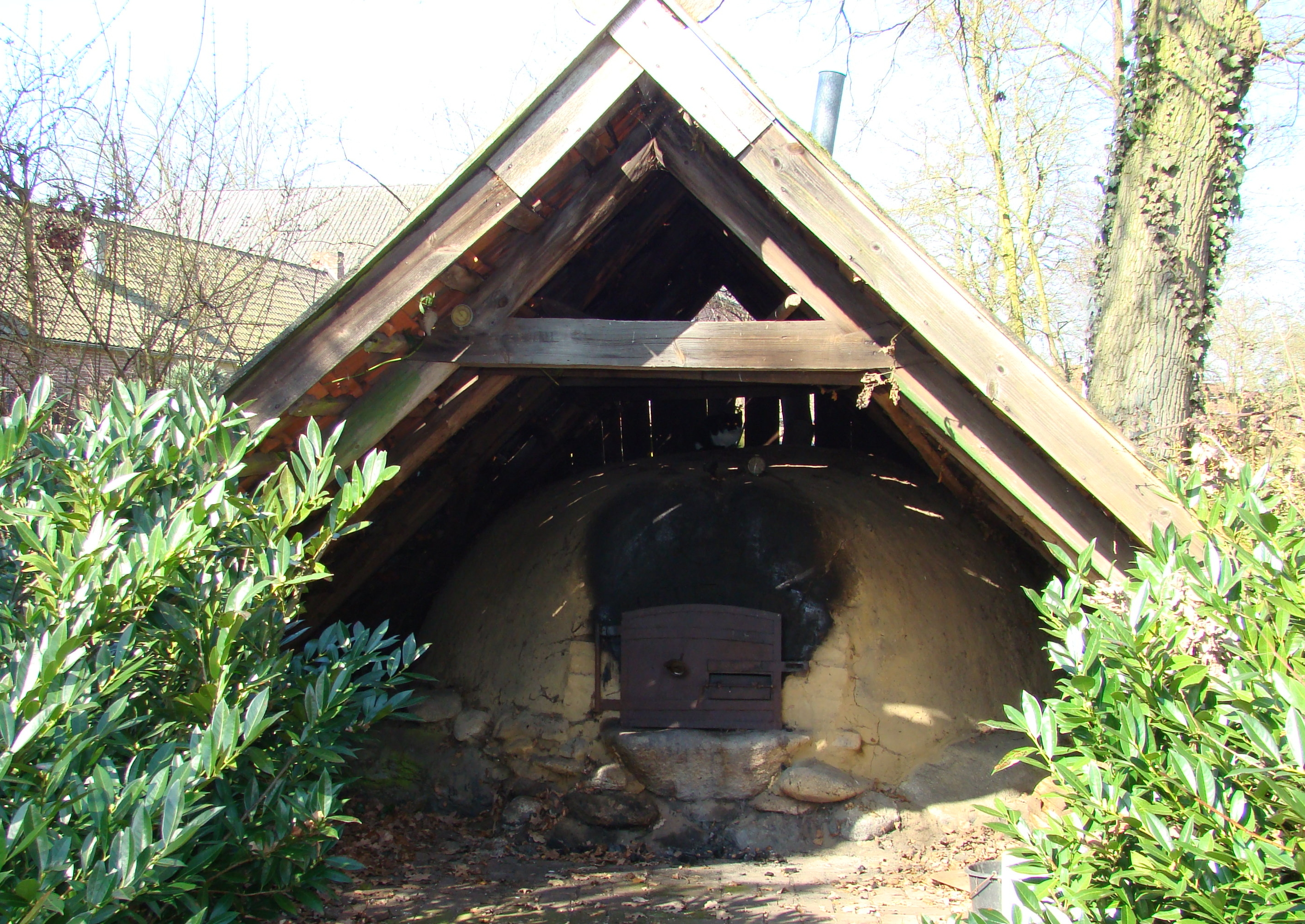
Angeblich 500 Jahre alter Backofen, noch in Betrieb
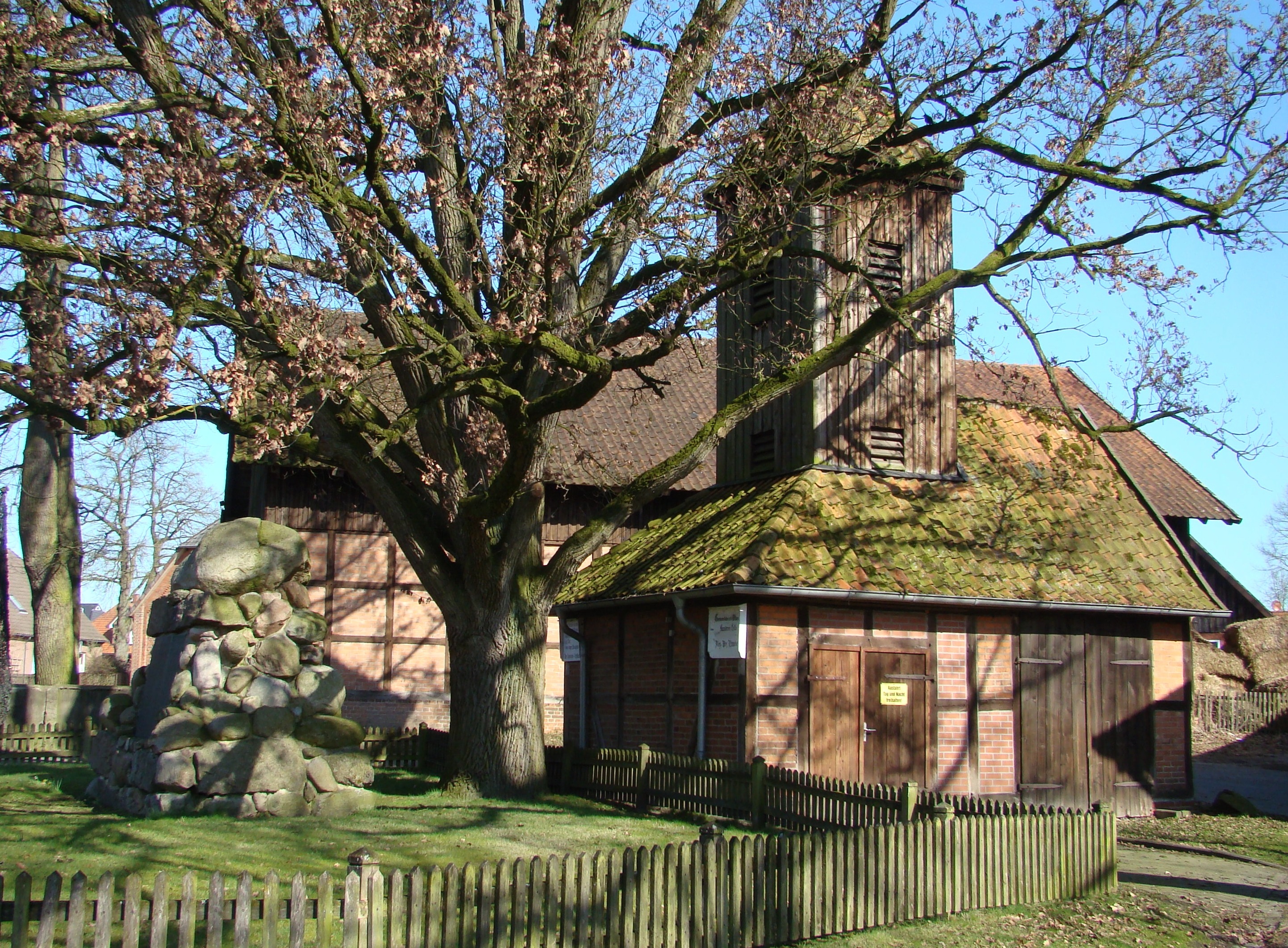
Altes Spritzenhaus und Kriegerdenkmal
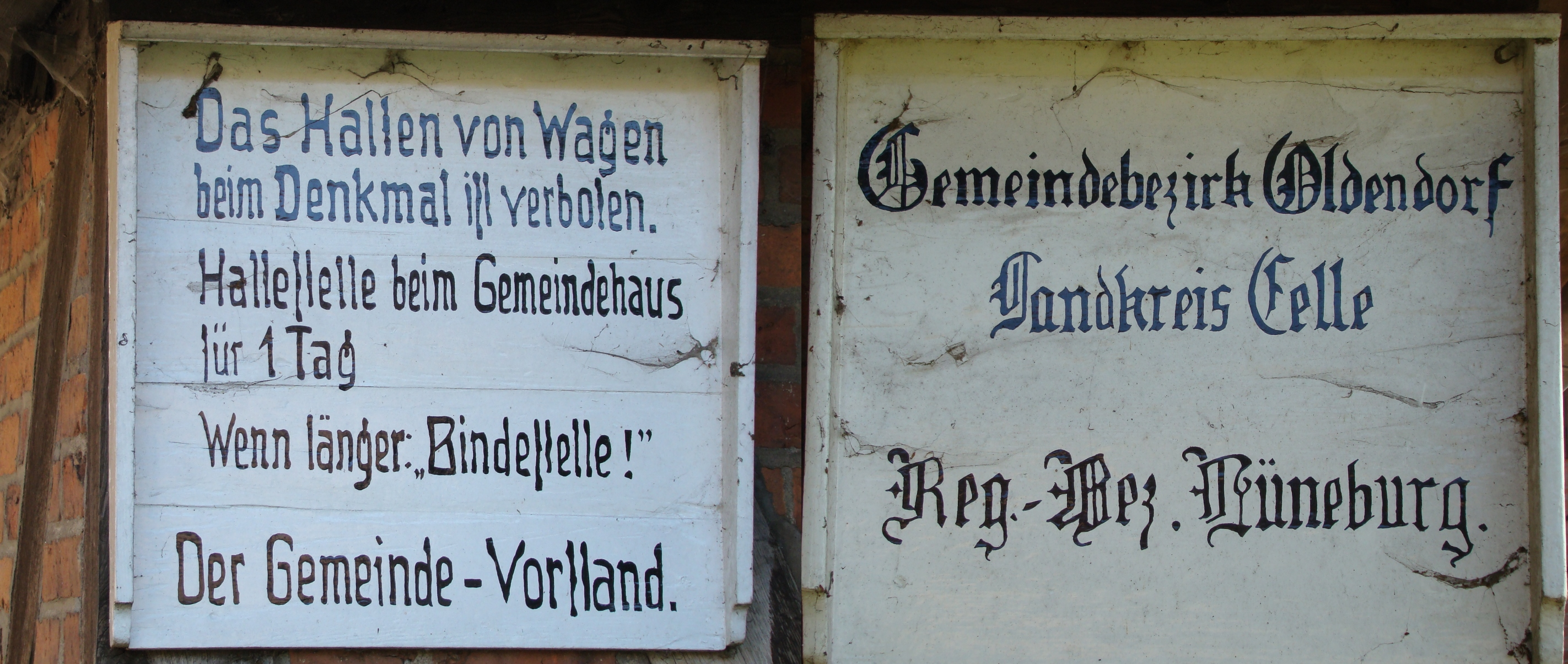
Historische Schilder am Spritzenhaus
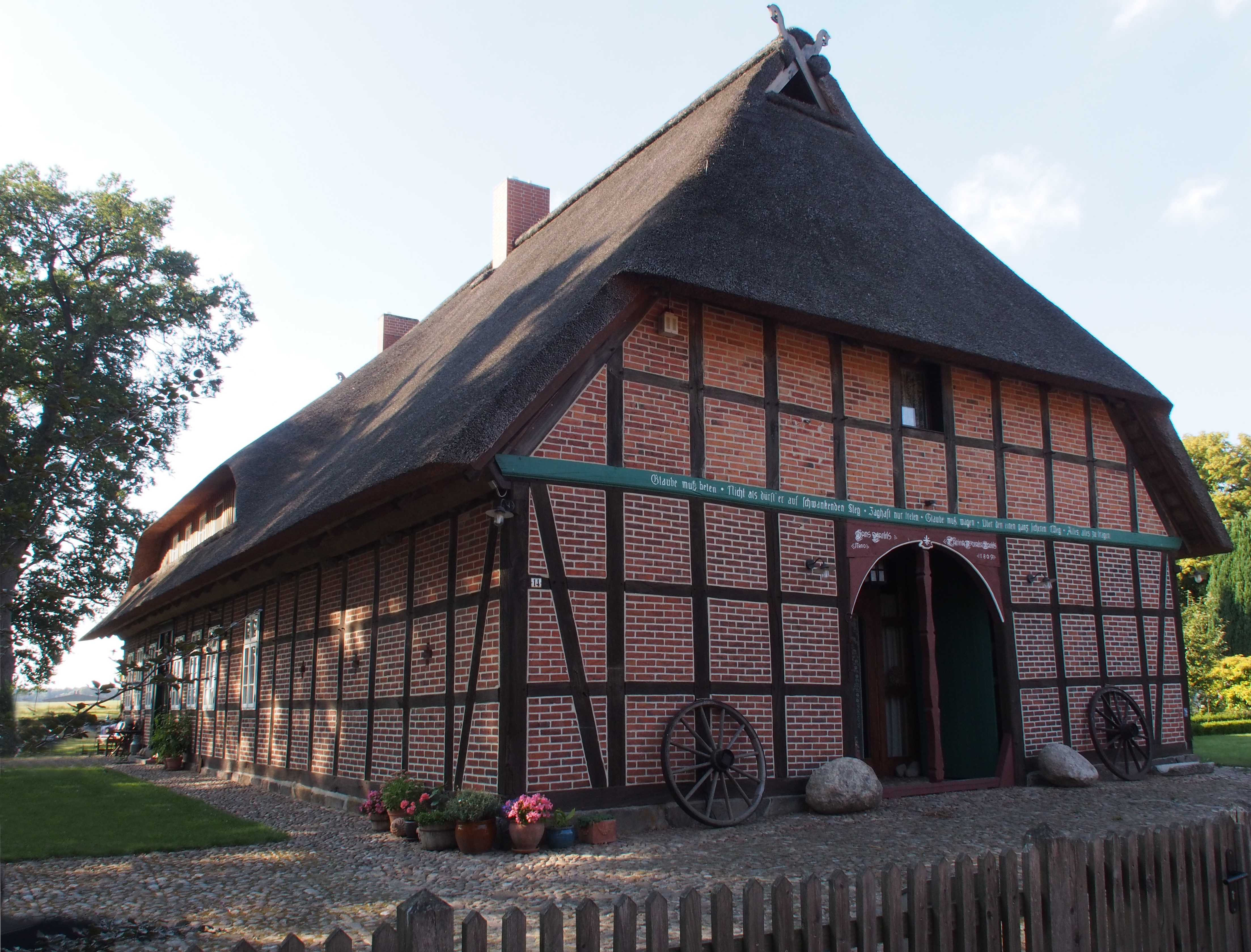
Fachwerkhaus, ehemals erbaut 1809
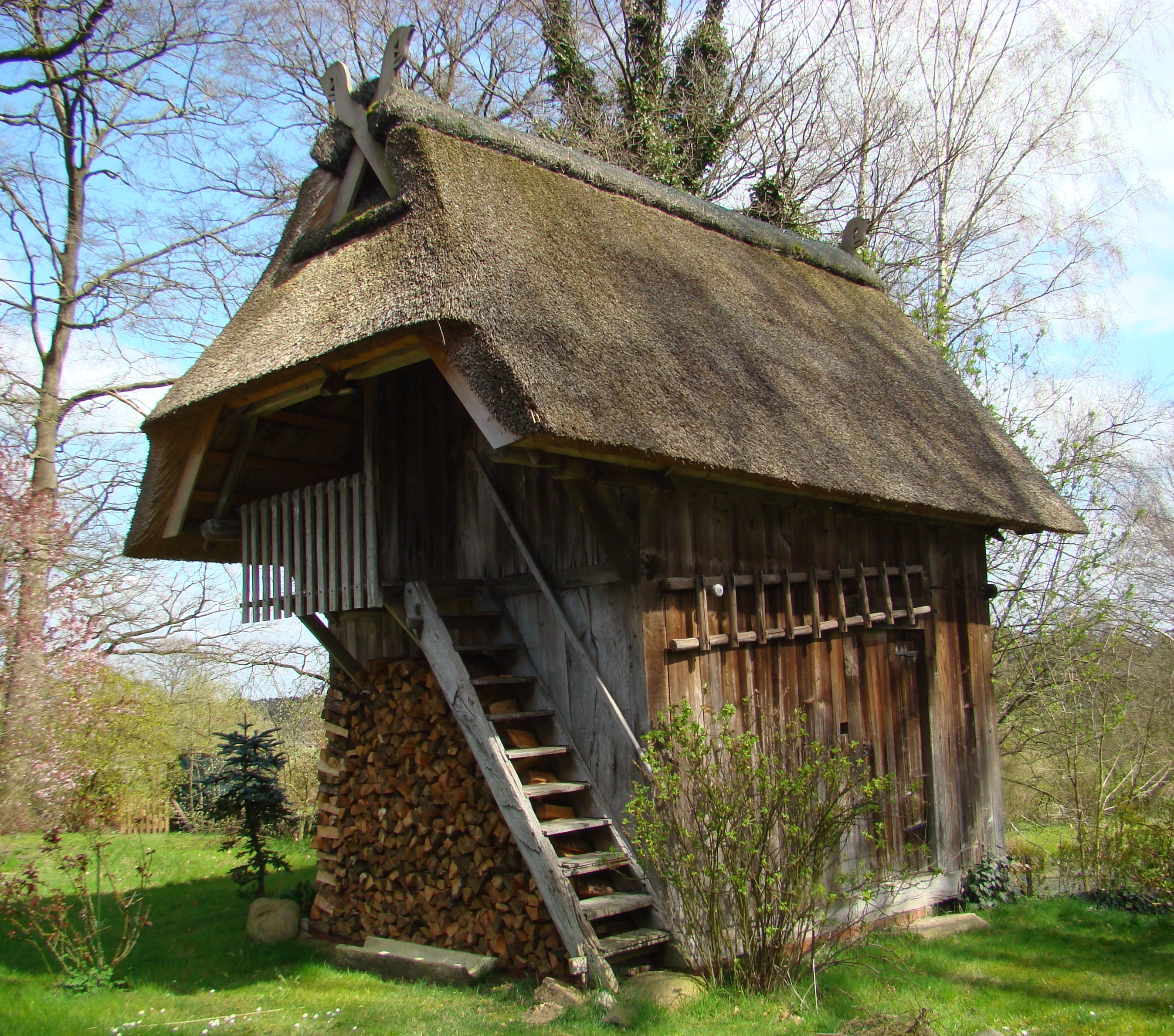
Renovierter alter Treppenspeicher
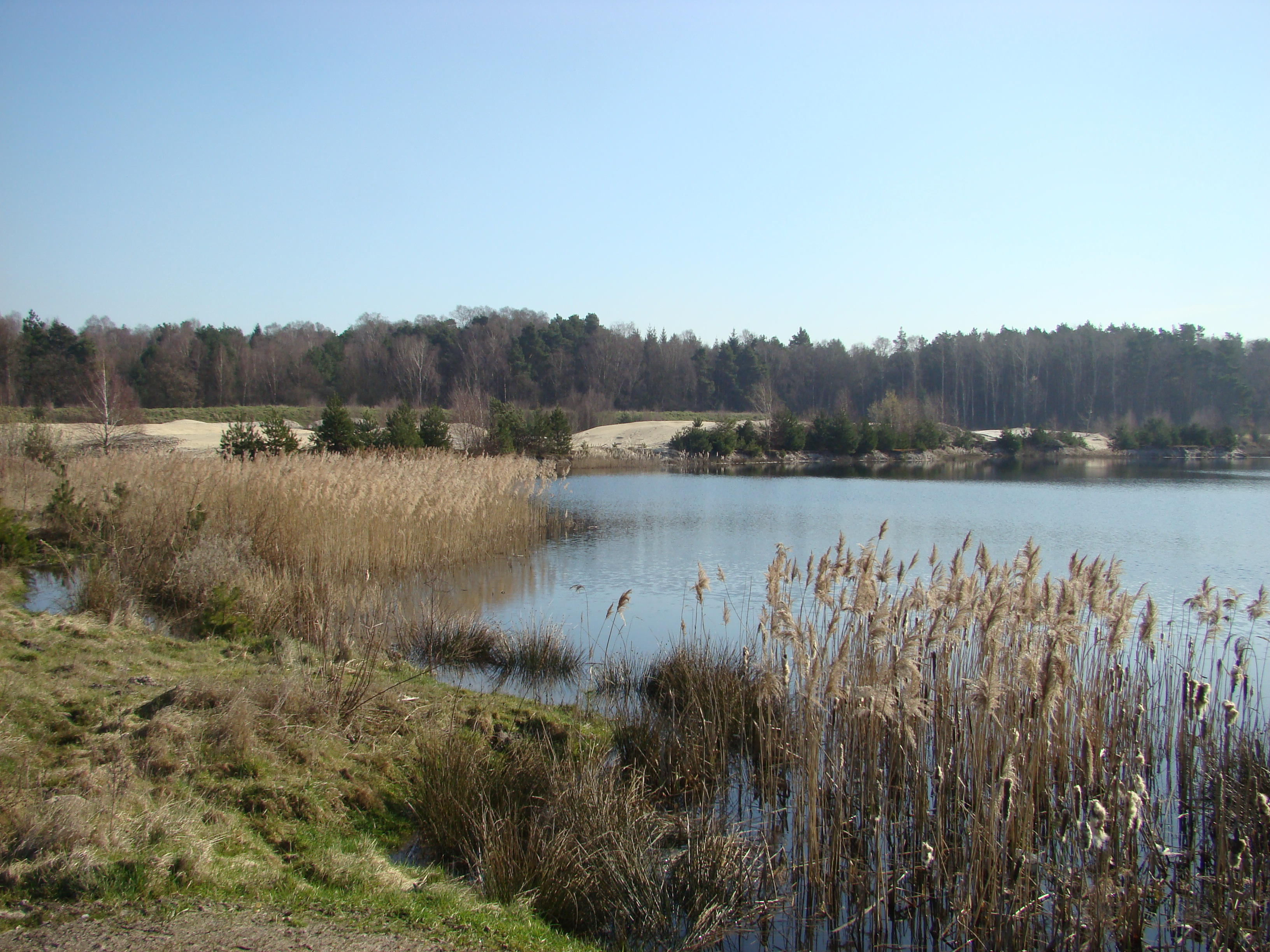
Ehemalige Kiesteiche

## Politik
Mit der Fusion von Hermannsburg mit der Nachbargemeinde Unterlüß zum 1. Januar 2015 kam der Ort zur Gemeinde Südheide.

### Ortsrat
Der Ortsrat von Oldendorf besteht aus fünf Ortsratsmitgliedern. Bei der Kommunalwahl 2021 ergab sich folgende Sitzverteilung:
- Wählergruppe Oldendorf: 5 Sitze

### Ortsbürgermeisterin
Ortsbürgermeisterin ist Sabine Rudnick.

## Rittergut Oldendorf

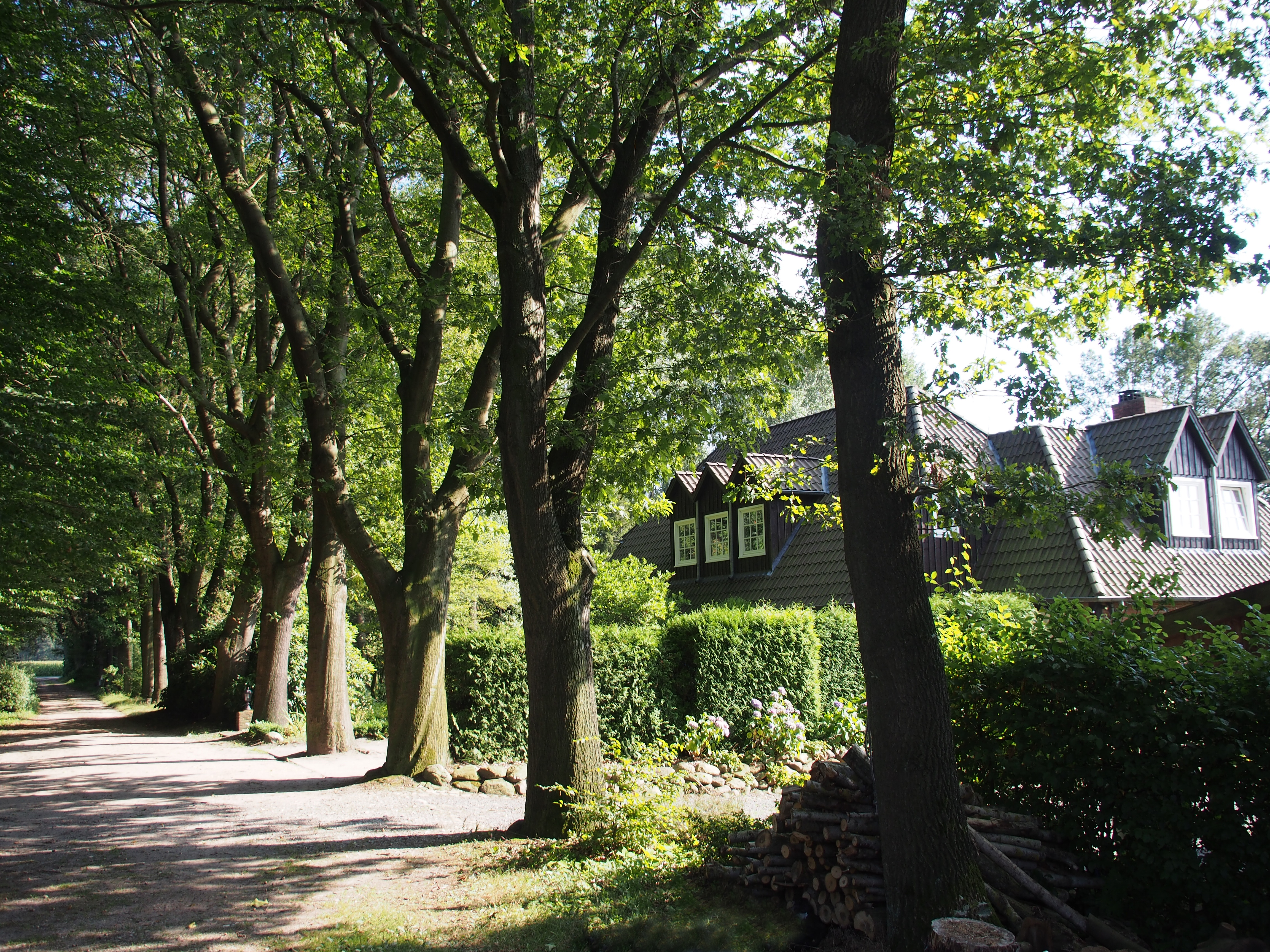
Zufahrt und Wohnhaus Gut Oldendorf

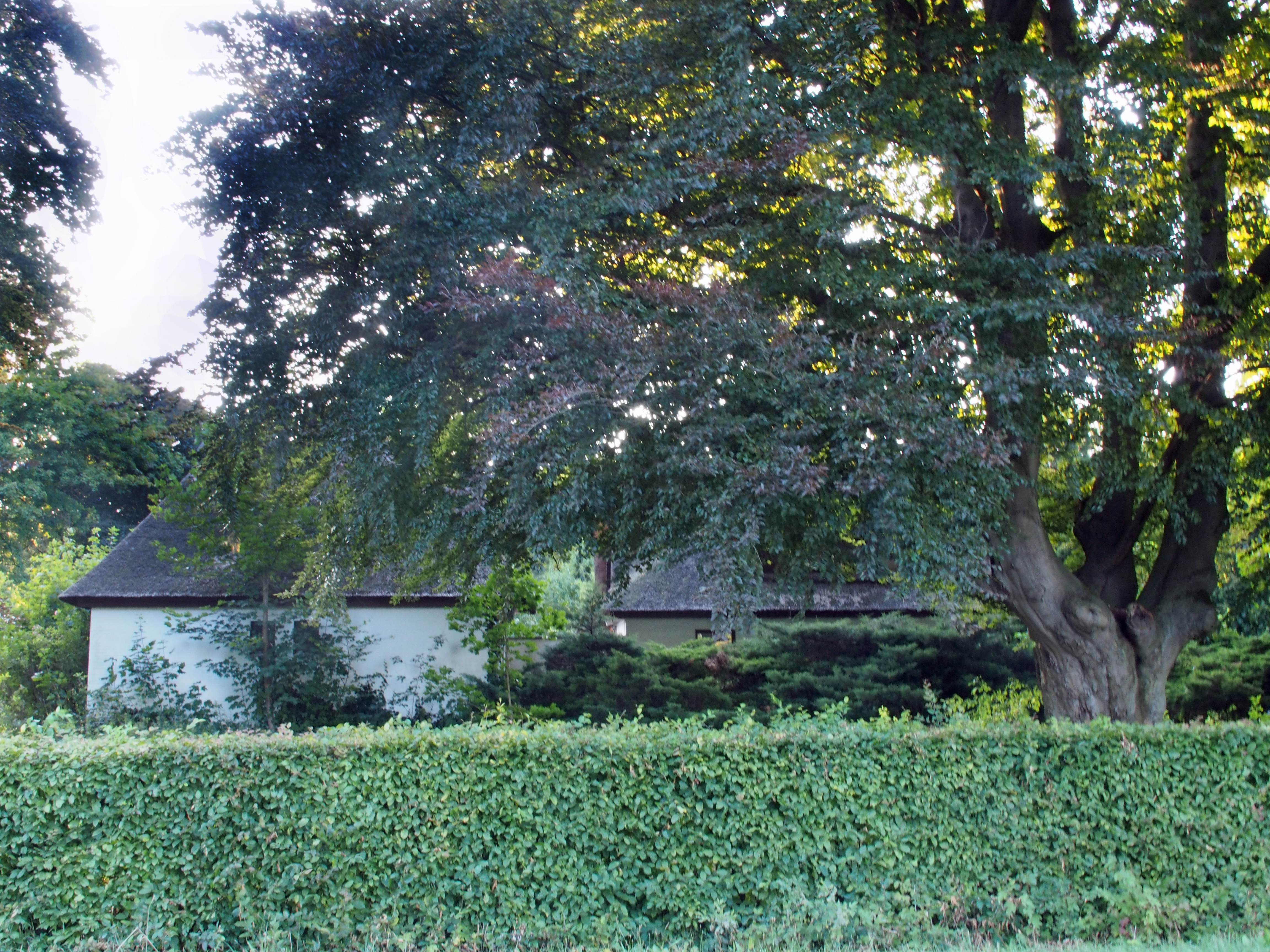
Reetgedecktes Wohnhaus Gut Oldendorf

400 m nördlich von Oldendorf liegt das Rittergut Oldendorf. Im Jahre 1788 erhielt der Generalfeldmarschall Johann Wilhelm von Reden von Georg III, Kurfürst von Hannover und König von England, für seine Verdienste als Soldat die Lehnsgüter in Hermannsburg und in Oldendorf. Seine Verdienste erwarb er insbesondere im Siebenjährigen Krieg (1756–1763), in dessen Verlauf er vom Oberstleutnant bis zum Generalleutnant befördert wurde. Johann Wilhelm von Reden verstarb kinderlos. Er hatte aber bereits zu Lebzeiten das Lehnsgut an seine beiden Neffen Friedrich Otto und Franz vererbt. Am 5. November 1840 nahmen deren Nachfolger eine Teilung des Lehnsbesitzes von Hermannsburg und Oldendorf vor. Jeder Besitz hatte danach eine Größe von etwa 500 ha. Das Gut in Oldendorf ist bis heute im Besitz derer von Reden.

## Hof Beutzen
Zur Gemeinde Oldendorf gehört auch der Hof Beutzen. Er liegt 1,5 km südlich und stand früher im Eigentum von Julius Kothe und seiner Ehefrau, einer geborenen Hartung. Dieser Familie Kothe gehörte gleichzeitig auch die Getreidemühle in Scharnebeck. Hier wohnten sie auch. Scharnebecks Mühle liegt nördlich auf halber Strecke zwischen Oldendorf und Hermannsburg, direkt an der Örtze.
Als der Sohn und Erbe Traugott Kothe im Ersten Weltkrieg gefallen war, verkaufte dessen Vater 1917 den Hof Beutzen für 440.000 Mark an den Justizrat Wilhelm Meyer aus Hannover. Justizrat Meyer war Leiter der Ilseder Hütte und der Peiner Walzwerke. Er setzte seine Frau, Anna Meyer, geb. Glenk, eine Schauspielerin, als Besitzerin ein. Auf deren Betreiben wurde 1926 ein Turbinenhaus gebaut, um mit einer wassergetriebenen Turbine bis 1956 Strom für den Eigenbedarf zu erzeugen. Die Mühle, die vorher betrieben wurde, legte man still.
1933 starb Justizrat Meyer, seine Frau verkaufte den Hof an Herrn Bertram, den Direktor der Döhrener Wollwäscherei und -kämmerei, für 350.000 Mark. 1945 wurde in dem Herrenhaus des Hofes von den Lobetal-Anstalten ein Kinderheim eingerichtet, in welchem meist elternlose Kinder, im schulpflichtigen und vorschulpflichtigen Alter, teils schwer erziehbar, betreut wurden. 1954 wurde das Kinderheim in Beutzen aufgelöst und siedelte nach Stübeckshorn um.
Seit 1978 bestand hier über lange Jahre der Wohnsitz des Theologen Klaus Vollmer und eine Wirkungsstätte der von ihm gegründeten Bruderschaft Kleinen Brüder vom Kreuz, heute Evangelische Geschwisterschaft, die das Haus anschließend seit 1996 als Tagungsort betrieb.
Am 1. Oktober 2007 mietete die Akademie St. Paul (ASP) das ehemalige Herrenhaus. Vorsitzender des Kuratoriums Hof Beutzen Johanneshaus Beutzen war Paul Imhoff, der auch Institutsleiter der ASP ist. Die Akademie hat das Gebäude inzwischen als Kurhaus aufgegeben.
In unmittelbarer Nähe des Hofes liegt das unter Naturschutz stehende Bornriethmoor. Ein Teil dieses Moores gehört auch zu dem Besitz des Hofes.

Hof Beutzen
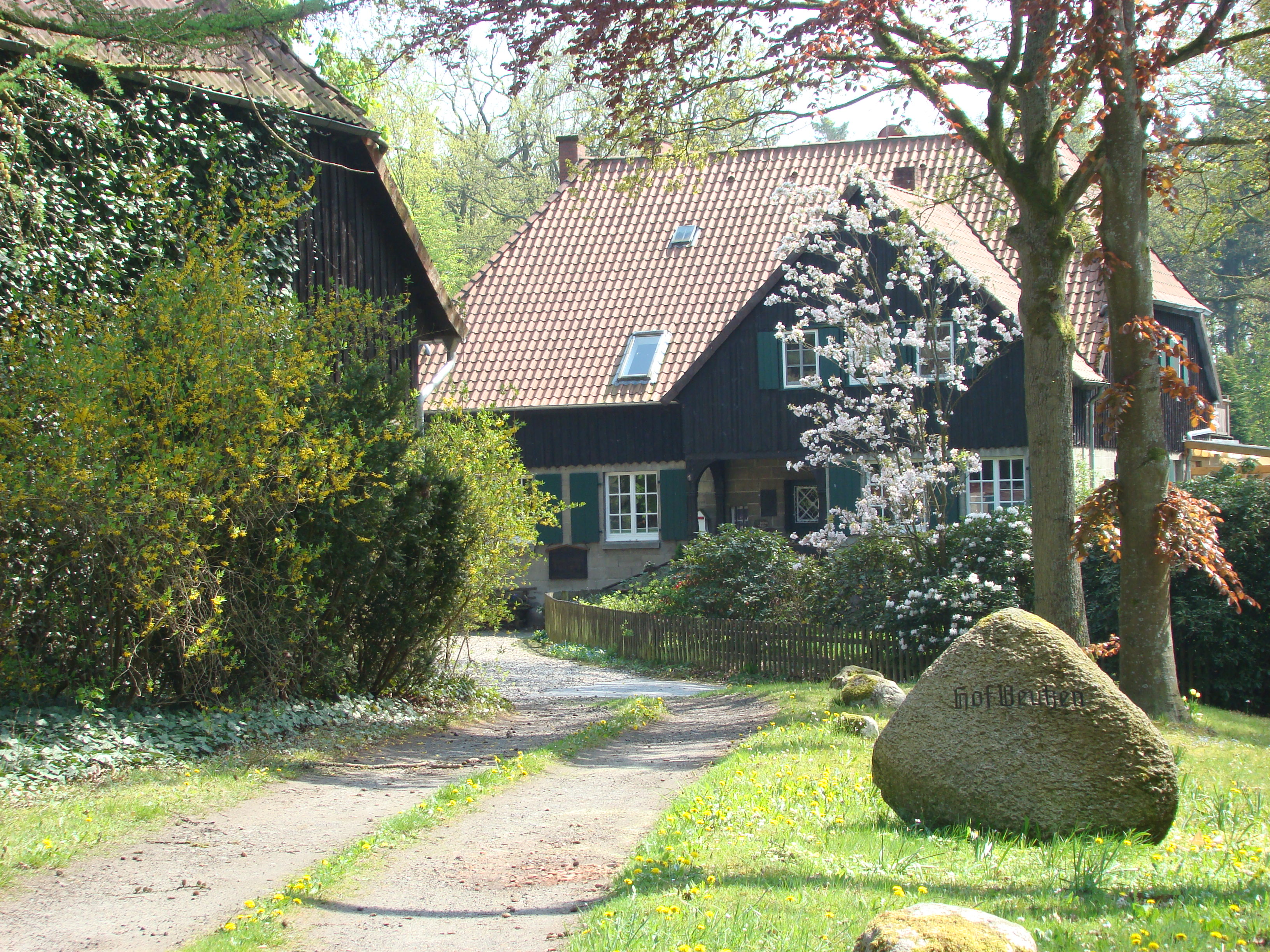
Ehemals das Verwalterhaus
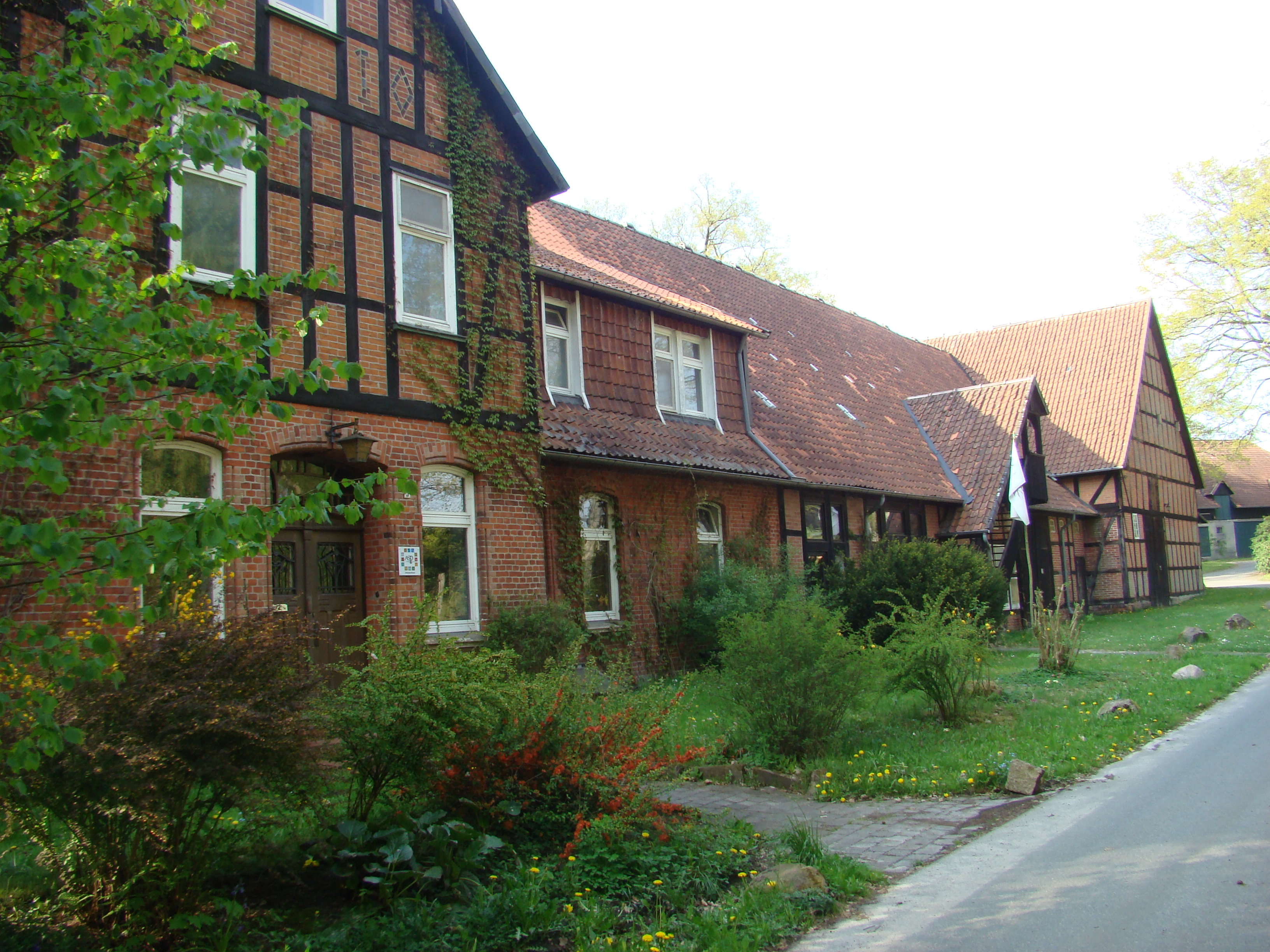
Das ehemalige Herrenhaus
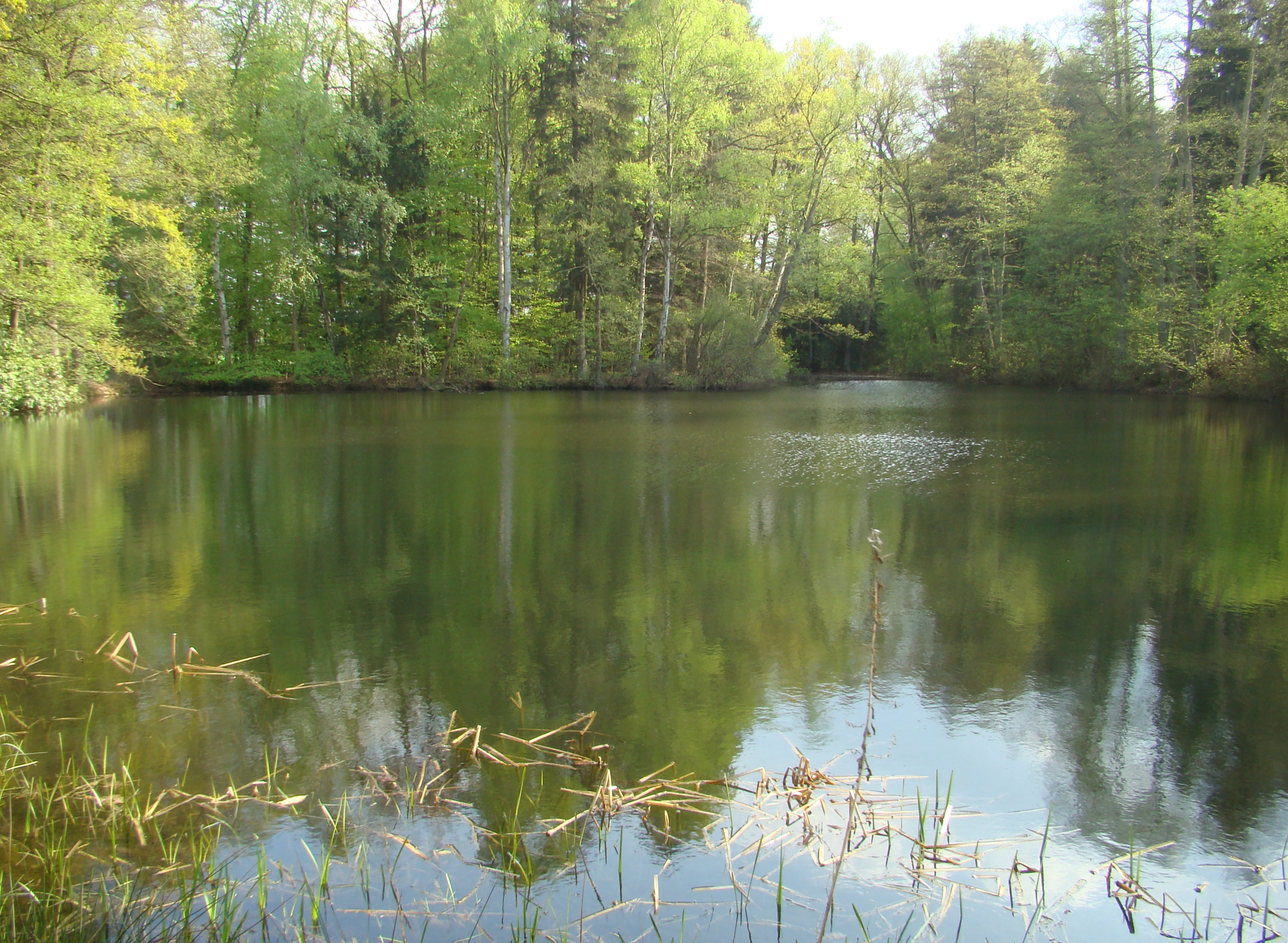
Teich am Turbinenhaus
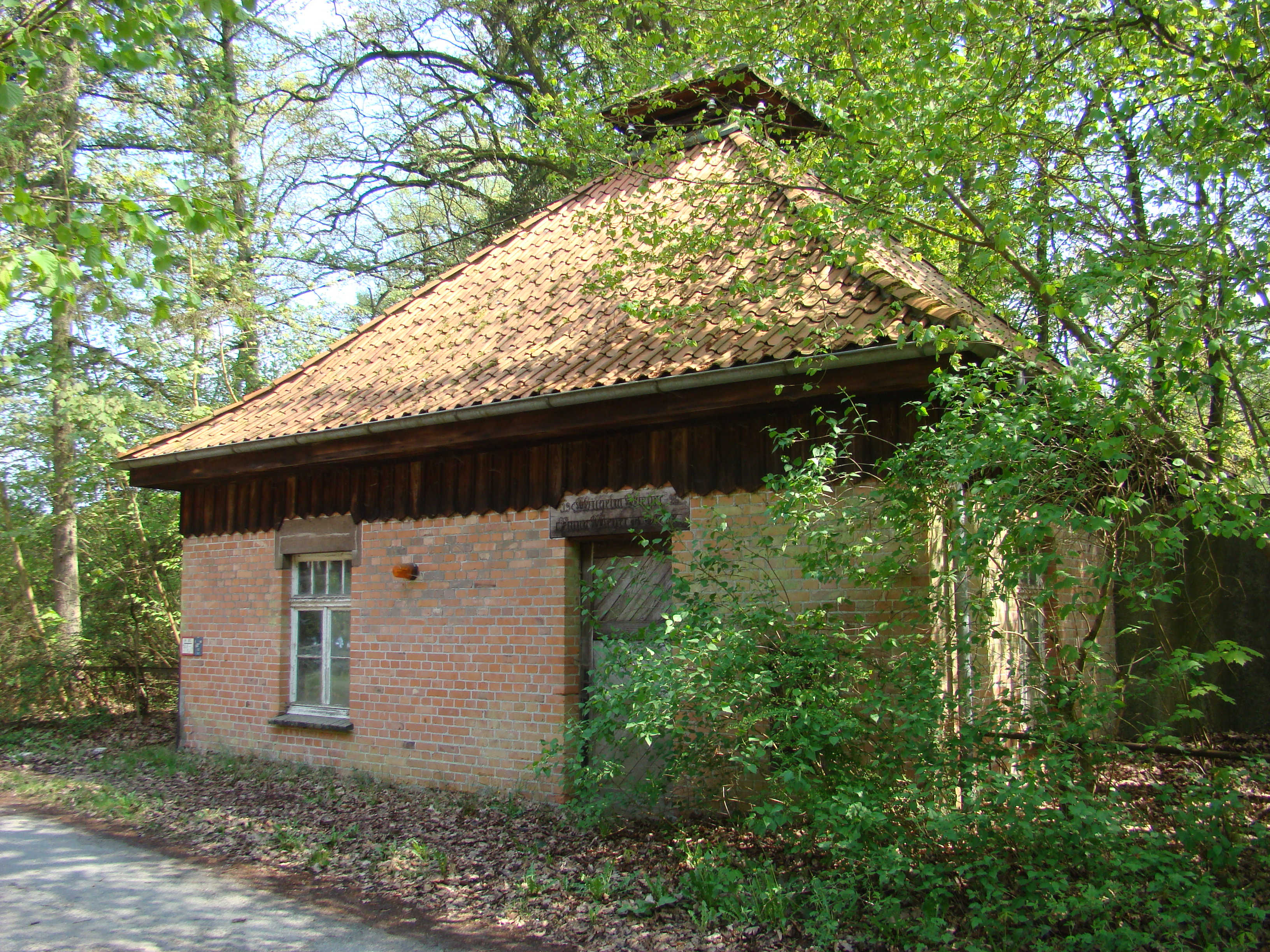
Turbinenhaus, diente bis 1956 zur Stromerzeugung

## Dehningshof

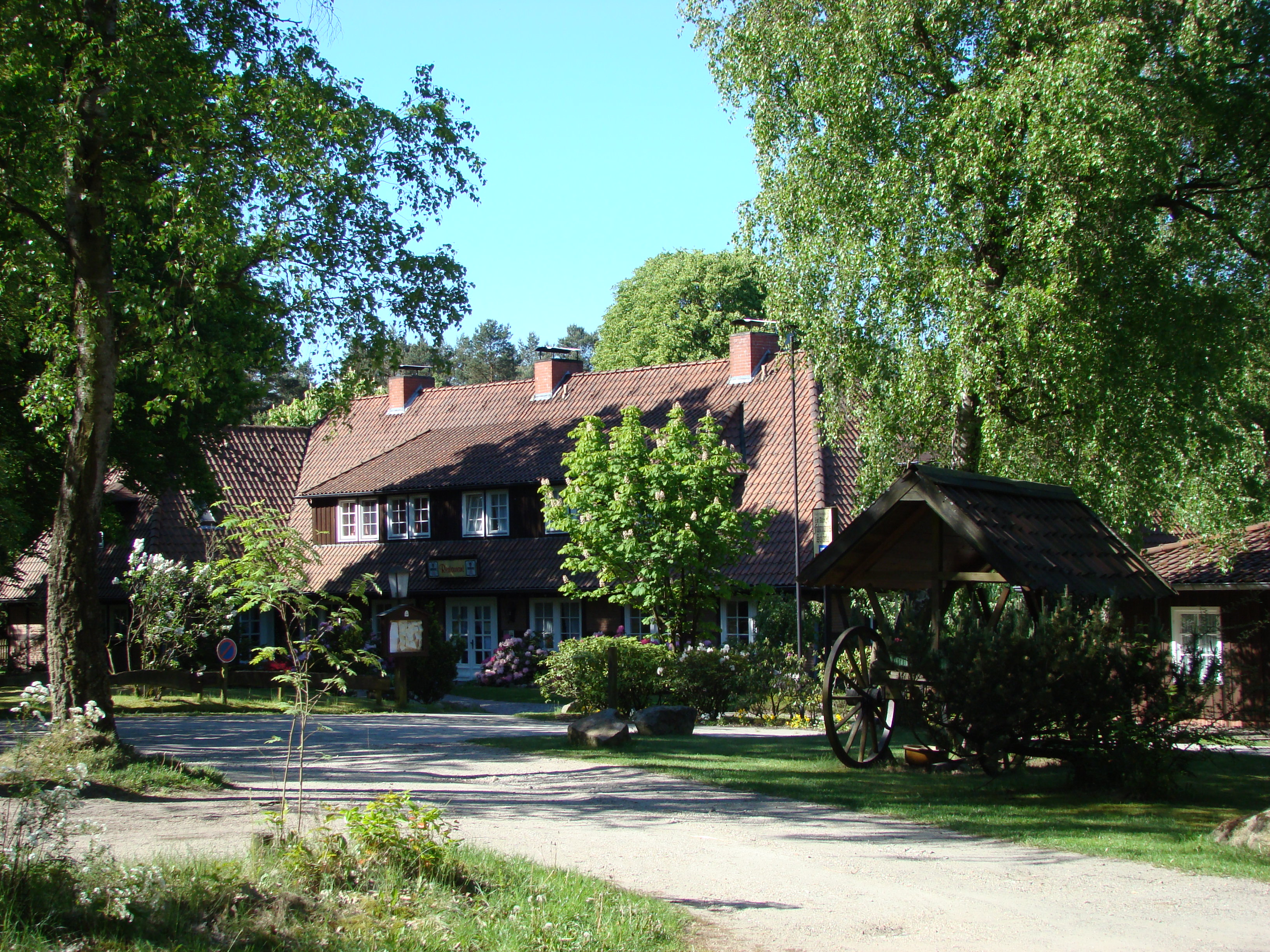
„Zur Alten Fuhrmannsschänke“, Dehningshof

3,5 km südöstlich von Oldendorf liegt Dehningshof. Der Name geht auf Peter Heinrich Dehning (1781–1832), einen Fuhrmann aus Oldendorf zurück, der sich an diesem Ort bereits 1804 einen Platz für eine Ausspannstation ausgesucht hatte. Nach zweimaliger Ablehnung durch die dort hüteberechtigten Bauern aus Oldendorf wurde ihm am 11. Mai 1816, unter verschiedenen Auflagen, ein Platz von vier Morgen zugestanden. Dehning sah diesen Ort als geeignet für eine Fuhrmannsschänke an, da die Alte Celler Heerstraße, aus Hannover und Celle kommend, hier vorbeiführte. Man nannte die Flur „Sandschellen“. Das war eine Stelle, die nicht zum Ackerbau geeignet war, da sie mit Flugsand bedeckt war (eine Sandscholle). Den Oldendorfer Einwohnern ist dieser Flurname heute noch geläufig. Als später die neu gebauten Straßen nicht mehr hier vorbeiführten, wurde der Gastbetrieb eingestellt. Um 1950 errichtete der damalige Besitzer Gustav Stucke wieder eine Gastwirtschaft, die er „Zur Alten Fuhrmannsschänke“ nannte. Das Anwesen war nicht an das Stromnetz angeschlossen. In den Gasträumen, und auch in den Gästezimmern, waren bis in die 1960er Jahre ausschließlich Gasleuchten. Später wurde mit einem Dieselaggregat Strom erzeugt. 1984 wechselte der Eigentümer wieder. Jetzt wurde eine Stromleitung nach Dehningshof verlegt und ein Hotel mit einer Reiterpension angebaut. In dieser Form wird der Betrieb noch heute geführt, auch wenn der Eigentümer nochmals wechselte. Der Europäische Fernwanderweg E1 führt unmittelbar an dem Anwesen vorbei. Heute wird das Hotel und Restaurant von Cornelia Kretzschmar und Carola Schröder sowie ihren Familien geführt.

## Baudenkmäler
- Baudenkmale in Oldendorf